# Corinne Griffith
Corinne Griffith, nata Corinne Mae Griffith (Texarkana, 21 novembre 1894 – Santa Monica, 13 luglio 1979), è stata un'attrice, produttrice cinematografica e scrittrice statunitense.
Considerata l'attrice più bella del cinema muto, fu soprannominata "The Orchid Lady of the Screen" (La donna orchidea del cinema) ed è una delle attrici più note degli anni venti. Produsse anche diversi film e fondò la Corinne Griffith Productions, una piccola casa di produzione indipendente.
Poco dopo l'avvento del cinema sonoro si ritirò dallo schermo, diventando una scrittrice di successo.

## Filmografia

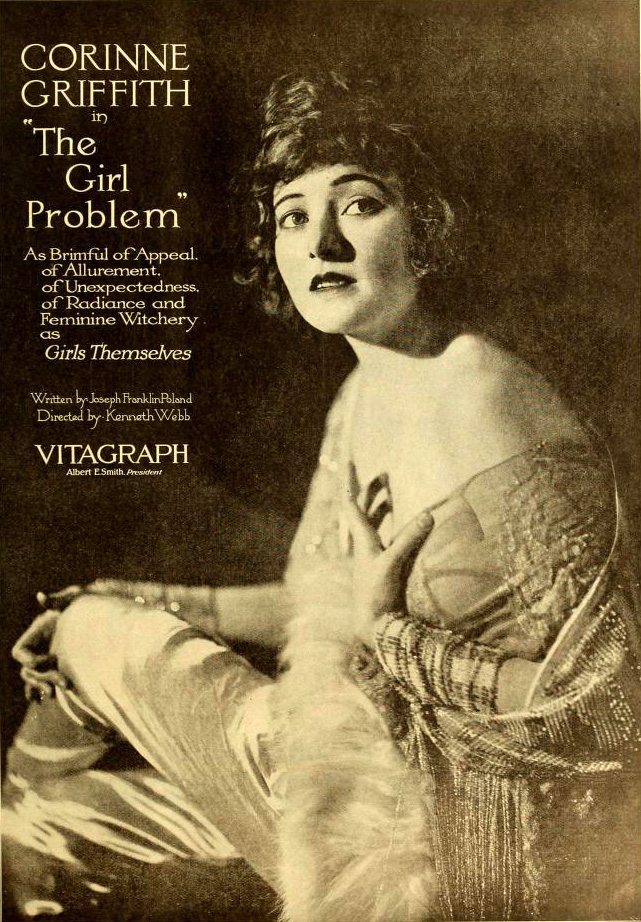
The Girl Problem (1919)

### Attrice
- La paloma, regia di William Wolbert - cortometraggio (1916)
- Bitter Sweet, regia di Jack Conway, Rollin S. Sturgeon - cortometraggio (1916)
- When Hubby Forgot, regia di William Beaudine (1916)
- Sin's Penalty, regia di William Wolbert - cortometraggio (1916)
- Miss Adventure, regia di William Wolbert (1916)
- The Cost of High Living, regia di William Wolbert (1916)
- The Rich Idler, regia di David Smith (1916)
- Ashes, regia di William Wolbert (1916)
- The Waters of Lethe, regia di William Wolbert (1916)
- The Yellow Girl, regia di Edgar Keller (1916)
- A Fool and His Friend, regia di William Wolbert (1916)
- Through the Wall, regia di Rollin S. Sturgeon (1916)
- The Last Man, regia di William Wolbert (1916)
- His Wife's Allowance, regia di David Smith (1916)
- The Mystery of Lake Lethe, regia di Rollin S. Sturgeon (1917)
- The Stolen Treaty, regia di Anthony O'Sullivan (1913)
- Transgression, regia di Paul Scardon (1917)
- The Love Doctor, regia di Paul Scardon (1917)
- I Will Repay, regia di William P.S. Earle (1917)
- Who Goes There?, regia di William P.S. Earle (1917)
- The Menace, regia di John S. Robertson (1918)
- Love Watches, regia di Henry Houry (1918)
- The Clutch of Circumstance, regia di Henry Houry (1918)
- The Girl of Today, regia di John S. Robertson (1918)
- Miss Ambition, regia di Henry Houry (1918)
- The Adventure Shop, regia di Kenneth S. Webb (1919)
- The Girl Problem, regia di Kenneth S. Webb (1919)
- The Unknown Quantity, regia di Thomas R. Mills (1919)
- Thin Ice
- A Girl at Bay
- The Bramble Bush
- The Climbers, regia di Tom Terriss (1919)
- Human Collateral, regia di Lawrence C. Windom (1920)
- Deadline at Eleven, regia di George Fawcett (1920)
- The Garter Girl
- Babs, regia di Edward H. Griffith (1920)
- The Whisper Market, regia di George L. Sargent (1920)
- The Broadway Bubble
- The Tower of Jewels, regia di Tom Terriss (1920)
- It Isn't Being Done This Season
- What's Your Reputation Worth?, regia di Webster Campbell (1921)
- Moral Fibre
- The Single Track
- Received Payment, regia di Charles Maigne (1922)
- Island Wives
- A Virgin's Sacrifice
- Divorce Coupons
- The Common Law, regia di George Archainbaud (1923)
- Sotto la terra martoriata (Six Days), regia di Charles Brabin (1923)
- Black Oxen, regia di Frank Lloyd (1923)
- Amore di domani (Lilies of the Field), regia di John Francis Dillon (1924)
- Single Wives
- Il passo del destino (Love's Wilderness), regia di Robert Z. Leonard (1924)
- Déclassée, regia di Robert G. Vignola (1925)
- The Marriage Whirl
- Classified, regia di Alfred Santell (1925)
- Infatuation, regia di Irving Cummings (1925)
- Mademoiselle Modiste, regia di Robert Z. Leonard (1926)
- Into Her Kingdom
- Syncopating Sue
- Il manto di ermellino (The Lady in Ermine), regia di James Flood (1927)
- Three Hours, regia di James Flood (1927)
- Eden palace (The Garden of Eden), regia di Lewis Milestone (1928)
- Outcast, regia di William A. Seiter (1928)
- Saturday's Children, regia di Gregory La Cava (1929)
- Trafalgar (The Divine Lady), regia di Frank Lloyd (1929)
- Prisoners, regia di William A. Seiter (1929)
- Amore di domani (Lilies of the Field), regia di Alexander Korda (1930)
- Back Pay, regia di William A. Seiter (1930)
- Lily Christine, regia di Paul L. Stein (1932)
- Paradise Alley, regia di Hugo Haas (1962)

### Produttrice
- Single Wives, regia di George Archainbaud - produttore esecutivo (1924)
- Il passo del destino (Love's Wilderness), regia di Robert Z. Leonard - produttore esecutivo (1924)
- Déclassée, regia di Robert G. Vignola- produttore esecutivo (1925)
- The Marriage Whirl, regia di Alfred Santell - produttore esecutivo (1925)
- Classified, regia di Alfred Santell - produttore (1925)
- Infatuation, regia di Irving Cummings - produttore esecutivo (1925)
- Mademoiselle Modiste, regia di Robert Z. Leonard- produttore esecutivo (1926)
- Into Her Kingdom, regia di Svend Gade - produttore esecutivo (1926)
- Syncopating Sue, regia di Richard Wallace - produttore esecutivo (1926)
- Il manto di ermellino (The Lady in Ermine), regia di James Flood (1927)
- Three Hours, regia di James Flood (1927)

### Sceneggiatrice
- Quella strana condizione di papà (Papa's Delicate Condition), regia di George Marshall - storia (1963)

## Scritti
- 1947 My Life with the Redskins, storia della squadra di football dei Washington Redskins, di proprietà del marito George Marshall.
- 1952 Papa's Delicate Condition, memorie d'infanzia.
- 1955 Eggs I Have Known, serie di ricette di cucina.
- 1961 Antiques I Have Known, scritti sull'antiquariato.
- 1962 Taxation Without Representation, critica della fiscalità.
- 1963 I Can't Boil Water, serie di ricette di famosi ristoranti.
- 1963 Hollywood Stories, collezione di brevi fiction scritte da lei stessa
- 1964 Truth is Stranger, serie di vicende e aneddoti strani ma veri
- 1969 Not For Men Only – But Almost, riflessioni sullo sport e sulla sua mancanza, a dire della scrittrice, di interesse per le donne.
- 1972 This You Won't Believe, serie di curiosi aneddoti
- 1974 I'm Lucky at Cards, scritti vari

## Galleria d'immagini

Corinne Griffith fotografata da Alfred Cheney Johnston
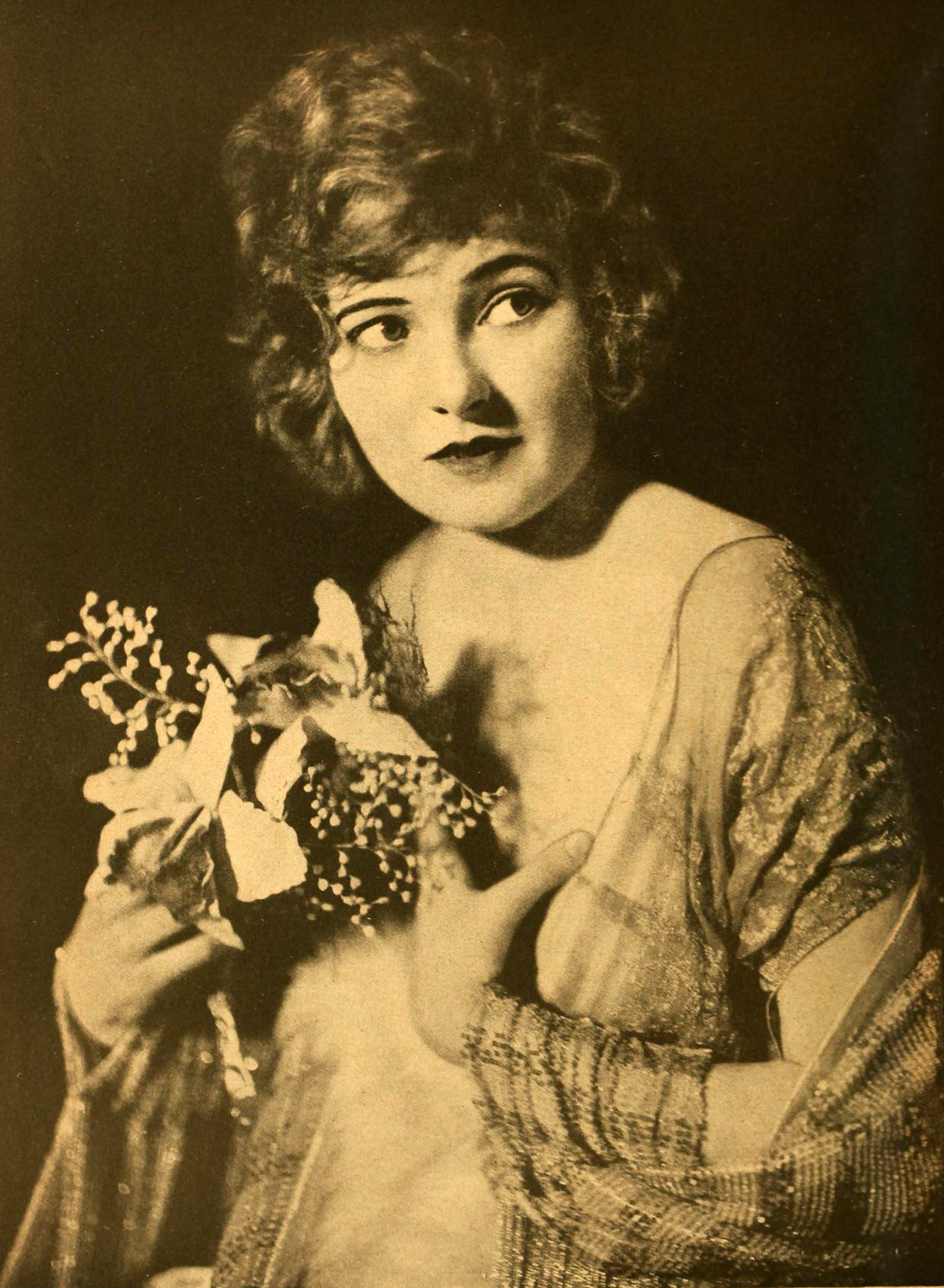
Photoplay (1919)
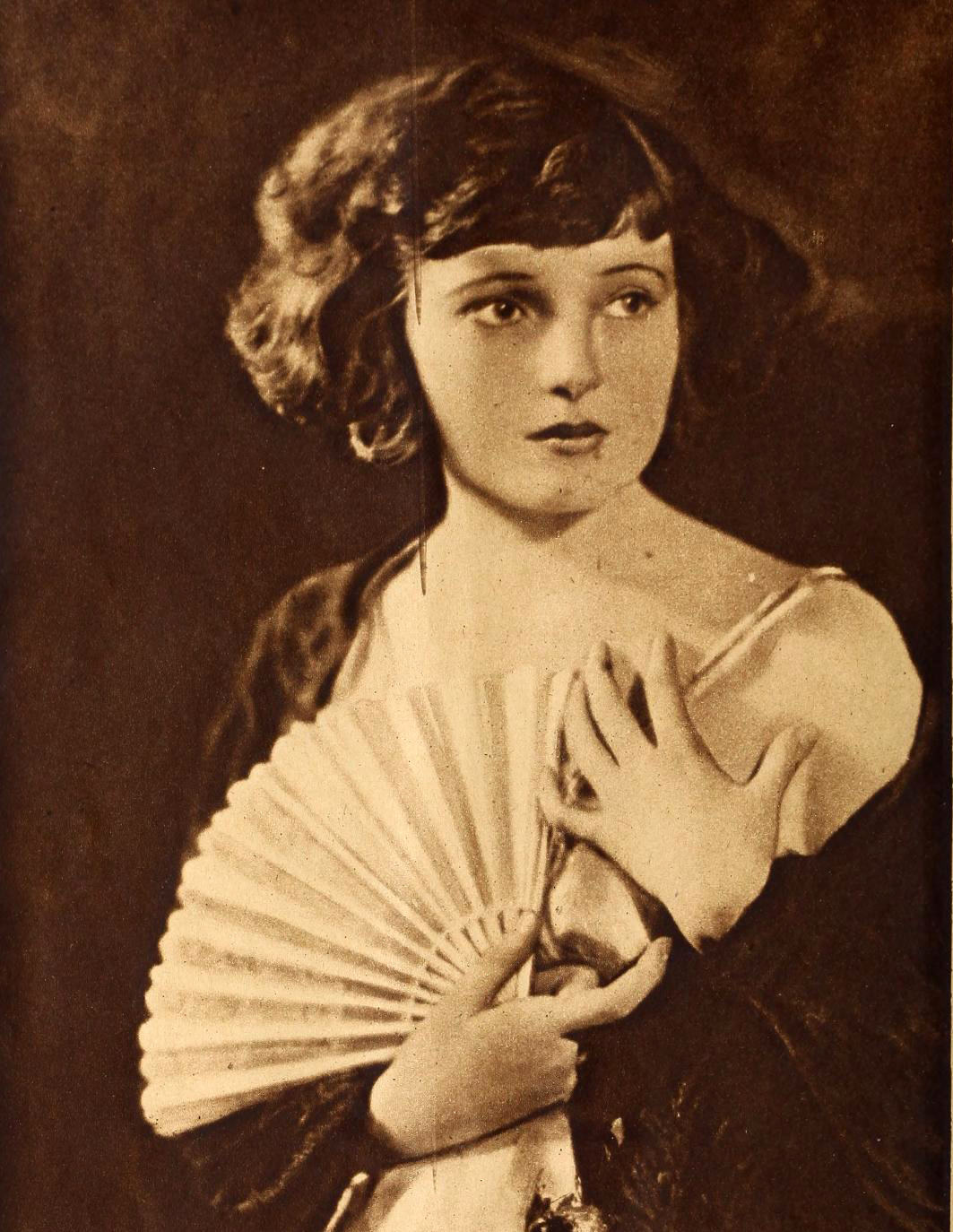
Picture Play (1920)
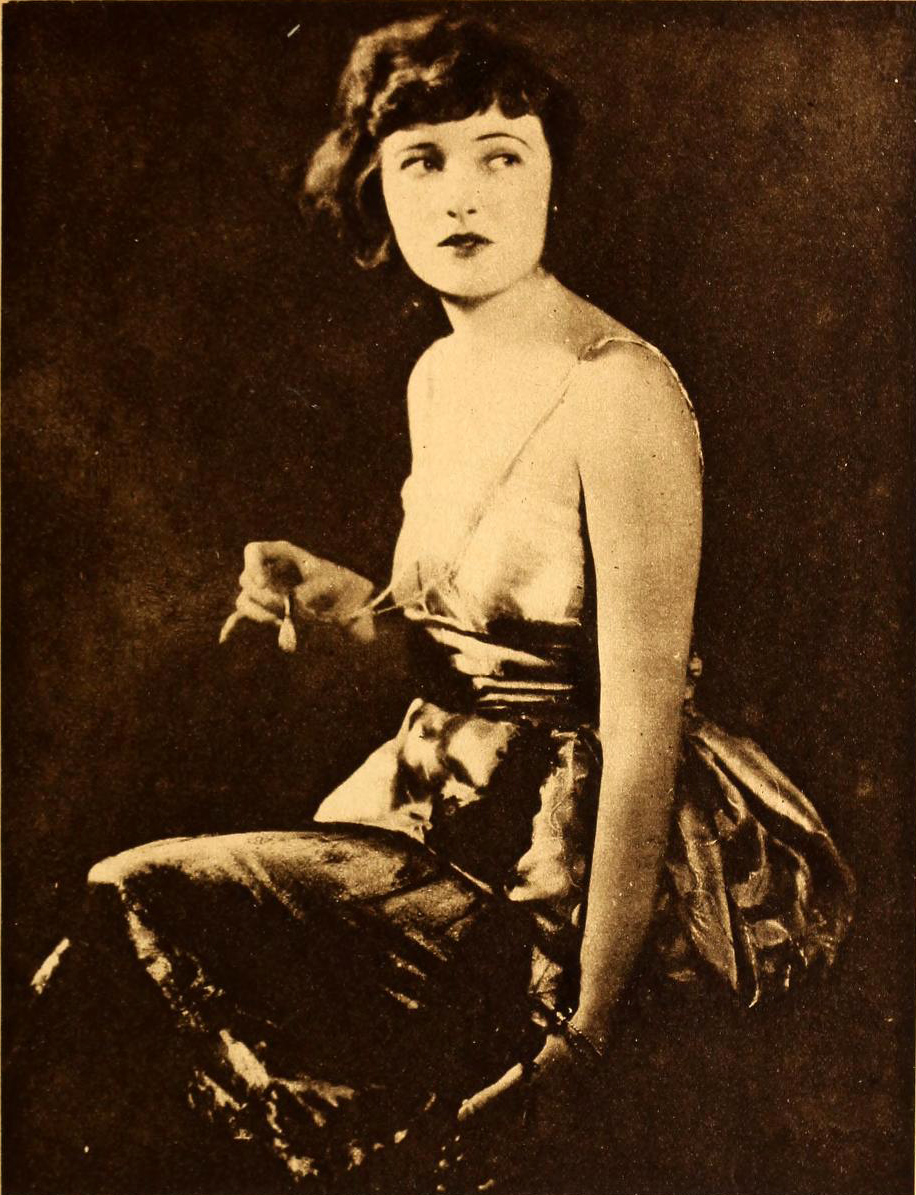
Motion Picture Magazine (1920)
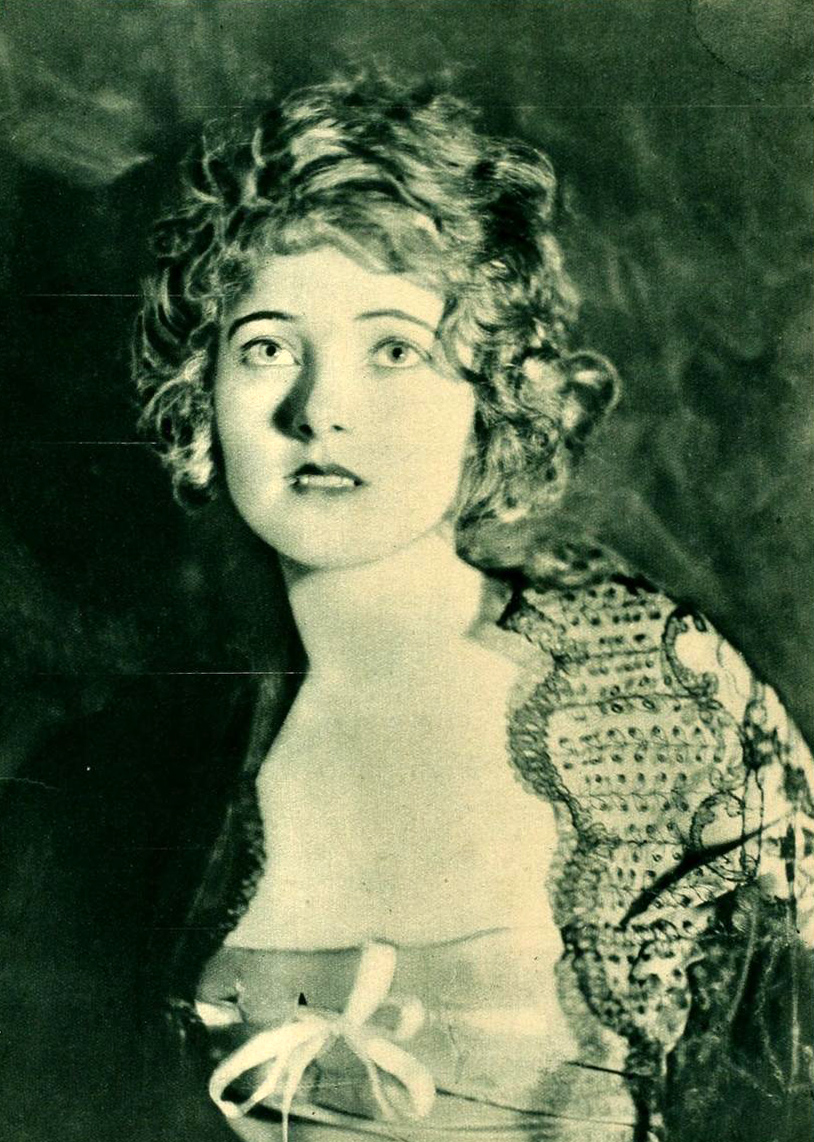
Motion Picture Classic (1920)
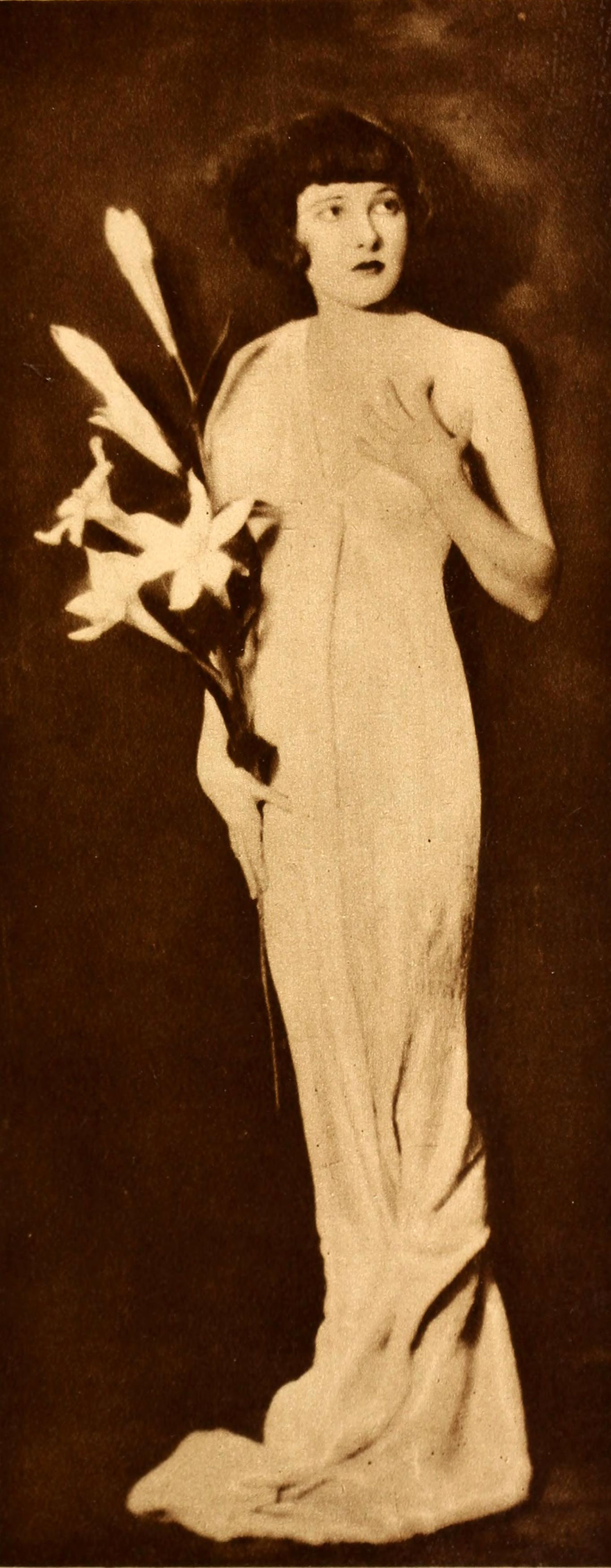
Motion Picture Magazine (1920)
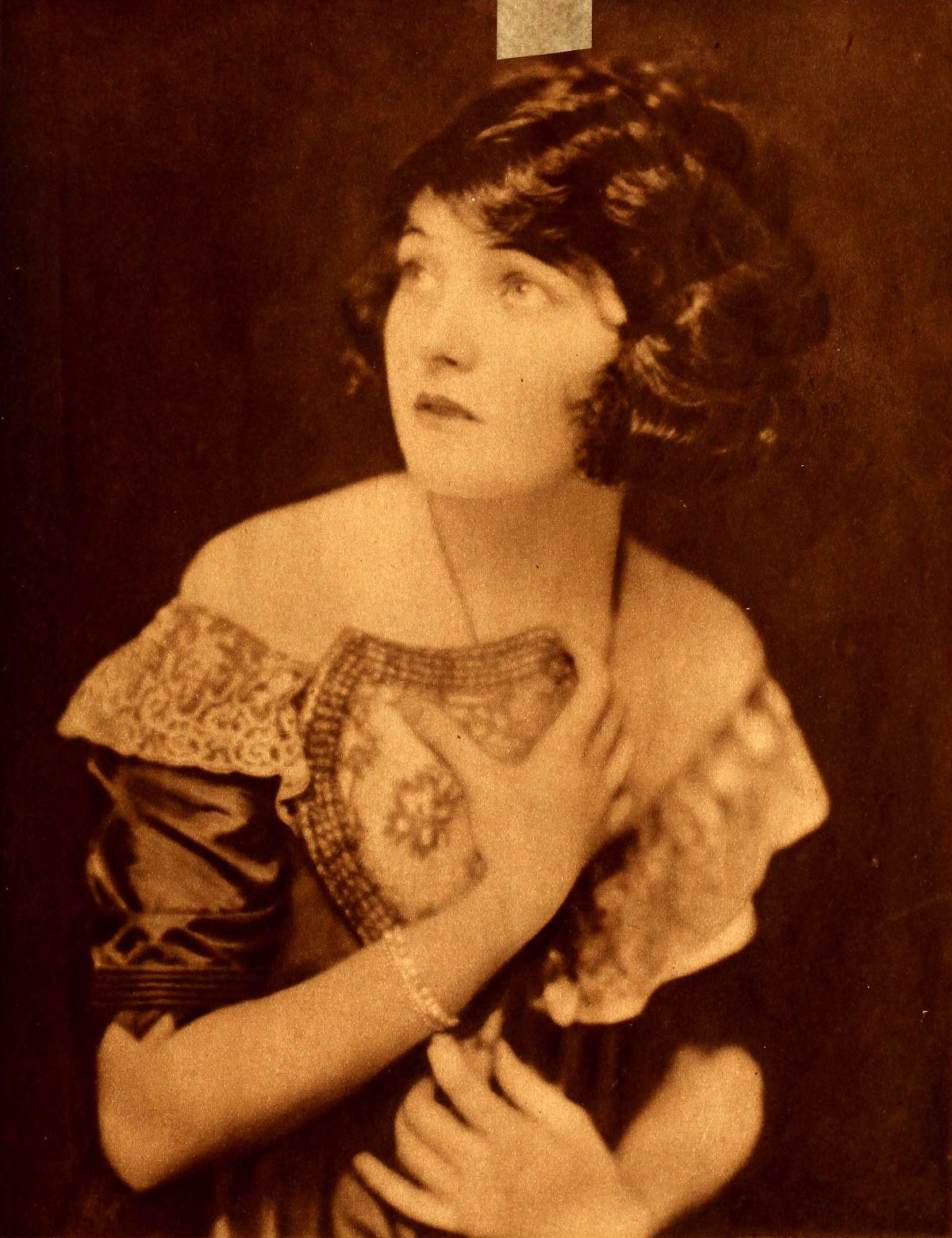
Motion Picture Magazine (1921)
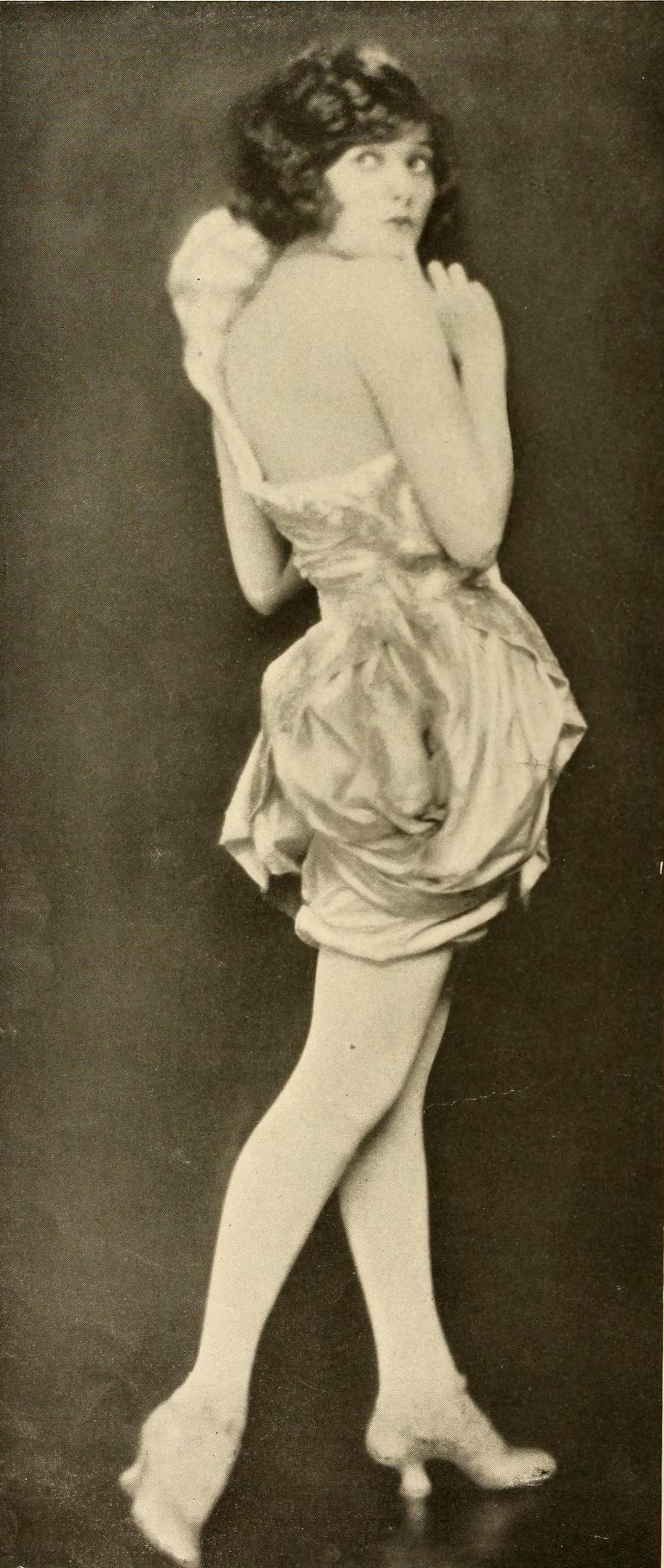
Photoplay (1921)
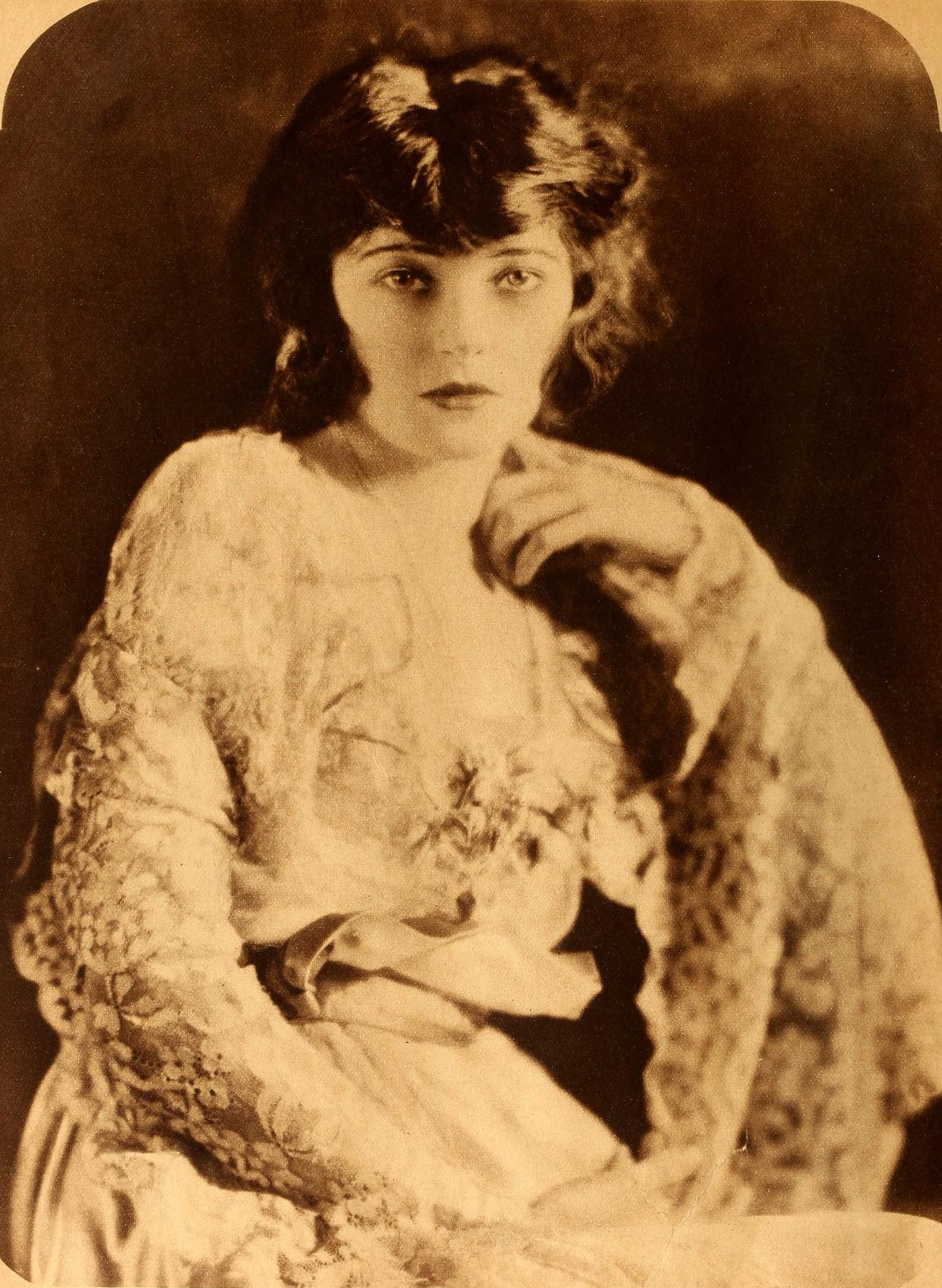
Motion Picture Magazine (1921)
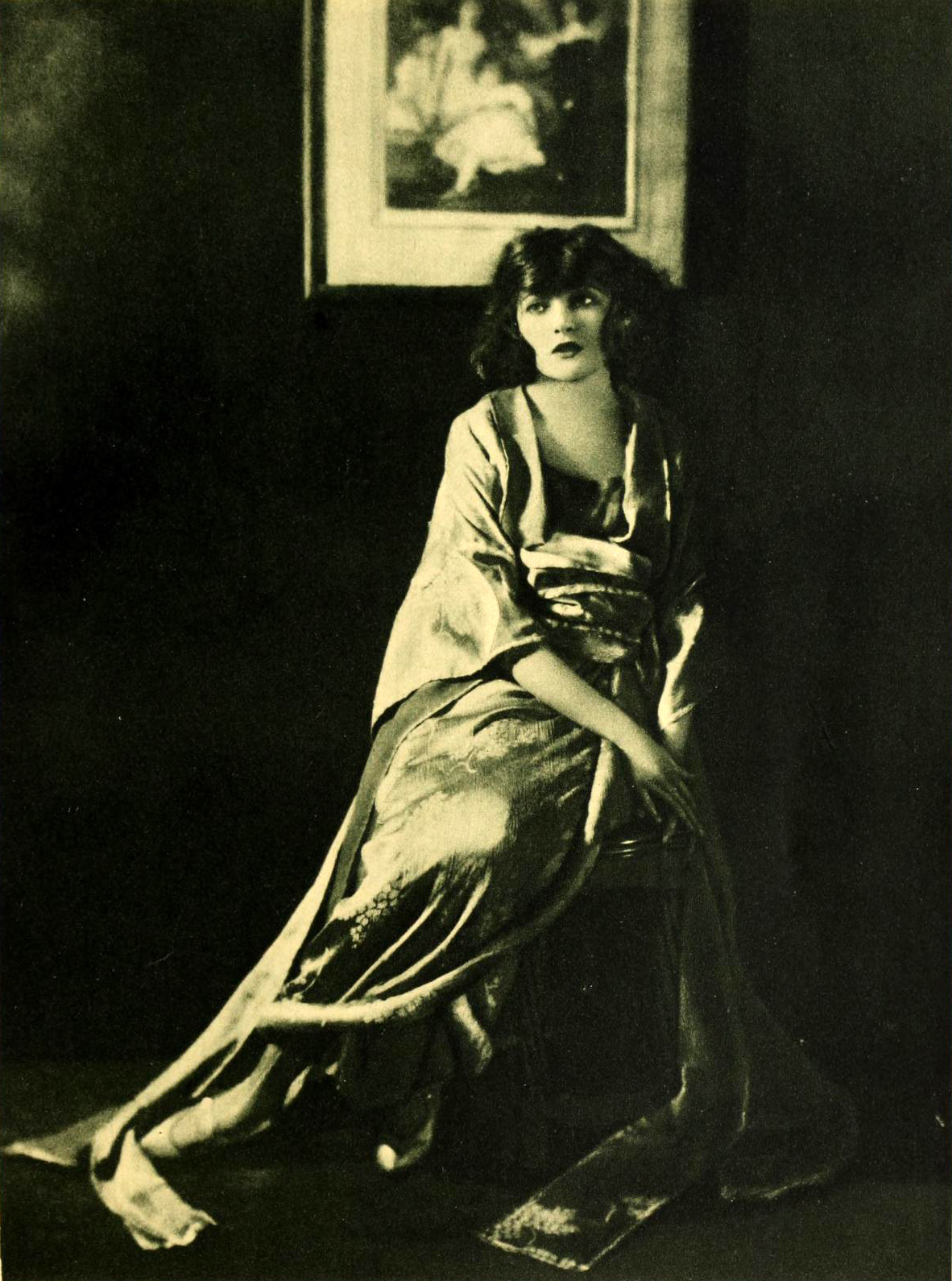
Photoplay (1921)